# 唐寧 (密蘇里州)
唐寧（英語：Downing）是位於美國密蘇里州斯凱勒縣的城市。

## 人口
根據2020年美國人口普查的數據，唐寧的面積為1.72平方千米，當中陸地面積為1.71平方千米，而水域面積為0.01平方千米。當地共有人口300人，而人口密度為每平方千米174人。